# Son Espases
Son Espases és una antiga possessió de la ciutat de Mallorca situada a l'Horta d'Amunt el topònim del qual es conserva actualment en diversos elements de les terres que abraçava. Les terres de Son Espases s'estenen entre el camí dels Reis, el Monestir de la Real i el camí homònim, el camí de Valldemossa i el Torrent d'en Barberà. Fou dividida el segle xix en Son Espases Vell, al sud, i Son Espases Nou, al nord: la primera fou convertida pràcticament tota en l'Hospital de Son Espases, mentre que la segona manté la condició de possessió agrícola i gairebé no ha patit parcel·lacions.
Pren el nom de la família que la posseïa, documentada del segle xvii ençà. El 1805, quan era propietat dels Feliu, fou dividida en dos: Son Espases Vell, al sud, comprenia les antigues cases, mentre que Son Espases Nou, al nord, s'articulà entorn d'unes cases de nova construcció. Son Espases es troba a l'Horta d'Amunt, una zona de gran valor agrícola per tal com és regada per les fonts de Tramuntana que porten aigua a la ciutat de la fundació ençà. Durant la Conquesta de Mallorca, el Rei en Jaume establí el campament a una zona que devia ser ben pròxima a Son Espases, per tal com les fonts indiquen que el veí Monestir de la Real s'alçà damunt l'antic campament. Son Espases, doncs, era una població rica en producció agrícola. Les seves terres eren regades amb l'aigua procedent de la Font de la Vila i de la Font d'en Baster, on arribava per les síquies corresponents.
El 2003 Son Espases Vell fou comprat per l'Ajuntament i cedit a la CAIB per un projecte d'hospital per substituir el de Son Dureta. El 2006 començaren les obres de l'hospital amb una gran polèmica per l'impacte en l'entorn i la destrucció del patrimoni, i fou inaugurat el 2010. Tot plegat tengué un gran cas de corrupció associat, el Cas Son Espases.
Durant les obres de l'hospital es descobrí un important jaciment, el jaciment de Son Espases, que contenia un campament romà datable dels segles ii i i aC i que s'ha identificat amb el campament previ a la fundació de la Palma romana. El campament fou traslladat uns metres més amunt, devora les cases de la possessió, les quals foren restaurades i actualment resten a l'espera d'esser convertides en un centre d'interpretació pel jaciment, de gran importància per la història de la ciutat.